# 山东卫视
山东卫视是山东电视台旗下的综合卫星频道，简称SDTV-1，前身为山东电视台一套。频道于1994年1月1日通过亚太1A卫星发射，实现全国及周边国家的覆盖，并于同年5月23日起，开始全天24小时不间断播出，成为中国大陆第一个全天24小时播出的电视频道。2002年10月30日开通了亚洲-3S卫星数字信号发射，同时实现广播、电视信号的双星发射。

## 频道介绍
山东卫视是以新闻为主的综合频道，以“情深似海 义重如山”为频道定位。山东卫视覆盖全国663个市地及周边国家和地区，2008年在全国可接收总人口达8.4亿，名列全国省级卫视第一名。据国内最权威调查显示，2008年山东卫视在全国覆盖可接受总人口、全国电视观众总规模、全国有线电视总户数均为全国省级卫视第一名。

## 历史与发展
- 1994年1月1日，山东电视台上星播出，台标为旧台标右边加“SD-1”，同年5月23日起去除SD-1并实现24小时播出。（早期地面模拟信号播出的山东卫视并不会足本播放凌晨时段节目，而是在有关画面显示“无线转播到此结束 有线电视继续传输”的静态字卡。）
- 1996年1月1日，台标去掉“SD-1”字样。
- 2001年1月1日，改换金黄色台标。
- 2002年10月30日，该频道再次上星播出。
- 2006年3、5、7月，台标右边增加了“山东卫视”字样，进行了3次做出了调整，使用“穿越”背景的包装。
- 2009年1月1日，台标右边去掉“山东卫视”字样，一直至10月18日恢复显示字样[a]。
- 2010年1月1日，台标做出调整，以圆环+白色山东台台标为基本，同时在右边加上了“山东卫视”字样，并更换蓝粉色调式的包装。
- 2011年1月1日，增加蓝黑色调式的包装。
- 2011年8月2日-9月12日期间，该频道短暂更换包装，同时换回原来的金黄色台标。
- 2012年4月4日，更换清明节包装。
- 2012年5月1日，更换包装，以蓝色为主色调。同日山东卫视高清版开始试播，5月17日正式开播[2]。
- 2013年，该频道开始按分季度使用包装。
- 2014年5月1日，再次更换新包装。
- 2016年1月1日，更换为现在的包装。
- 2016年10月19日凌晨，山东卫视标清版画面比例改为16:9（新闻节目以及部分频道宣传片除外）。

## 节目

### 主要节目

#### 新闻资讯类
- 早安山东
- 新闻午班车[b]
- 山东新闻联播
- 齐鲁先锋
- 共产党员
- 调查（一般安排周一至三播出）
- 晚间新闻

#### 经济类
- 创富
- 中国原产递（农科频道节目）

#### 法制类
- 道德与法治[c]

#### 综艺类（2017年起编排）
除《最炫国剧风》、《超强音浪》为常态播出外，其余均为季播，如季播节目播出完毕则以《调查》节目取代，《精英剧场》提前播出。
- 最炫国剧风
- 超强音浪（周日播出）

周四播出
- 超级惊喜（2017年开播，第一季度）
- 我是先生（第三季度）

周五播出
- 育儿大作战（第一季度）
- 饮食男女（第二季度）
- 守护你心房（第三季度）
- 老公学院（第四季度）

周六播出
- 花漾梦工厂2（第一季度）
- 青春梦工厂（第二季度）
- 了不起的科学（第三季度）
- 全能唱将（第四季度）

##### 已停播
- 阳光快车道
- 不亦乐乎
- 先声夺人
- 中国少年派
- 星空间
- 中国星力量
- 超级访问
- 天下女人[d]
- 新杏坛
- 天下父母
- 中国同名秀
- 完美告白[e]
- 老爸必胜
- 中国面孔
- 爱情传送带
- 梦想直达
- 挑战00后
- 歌声传奇
- 金声玉振
- 美味星婆媳
- 中国面孔
- 青春星主播
- 星球大战
- 精彩中国说
- 为你而歌
- 你好历史君
- 家游好儿女
- 明星降临
- 拜托拿稳
- 终极篮徒
- 每日新闻[f]
- 正午新闻圈[g]
- 五洲四海山东人

## 主播、主持人
- 曹广随
- 曹军
- 刘文蓉
- 陈伟
- 毛馨
- 王俐
- 董姝
- 李毅
- 大冰
- 彭文馨
- 孙晓兰
- 胡英纳
- 周诺
- 杨强
- 徐单
- 马毅
- 薛猛
- 袁帅
- 高原
- 华婧

## 争议

### 春晚小品节目涉嫌歧视
2018年2月16日播出的山东卫视春晚小品节目《海的誓言》，因一段台词涉嫌歧视妇女，引发热议，被网友吐槽“难以想象这是2018年的小品”。对此，山东卫视2月17日在其官方微博账号发布“致广大观众的一封信”。信中介绍了小品创造背景，同时承认部分台词的确会对“观众、特别是广大女性观众的误解”，向他们表示歉意。为避免误会进一步扩大，山东卫视已经在节目电视重播及节目网络传播中对该段有争议台词进行删除处理。